# Berkovići
Berkovići (v srbské cyrilici Берковићи) jsou město a sídlo opštiny v Republice srbské, v Bosně a Hercegovině. Nachází se v jižní části země, v regionu Hercegovina. Mají 2 114 obyvatel.

## Historie
Na vrcholu Straževica, který se vypíná nad Dabarským polem, se nachází pozůstatky kostela, o němž dodnes kolují legendy, že je na jeho místě zakopán zlatý poklad. V okolí Berkovićů se rovněž nacházejí i další ruiny kostelů; kostela sv. Eliáše (Ilije) z 14. až 15. století, který byl zničen při příchodu Turků.